# Estado profundo en los Estados Unidos

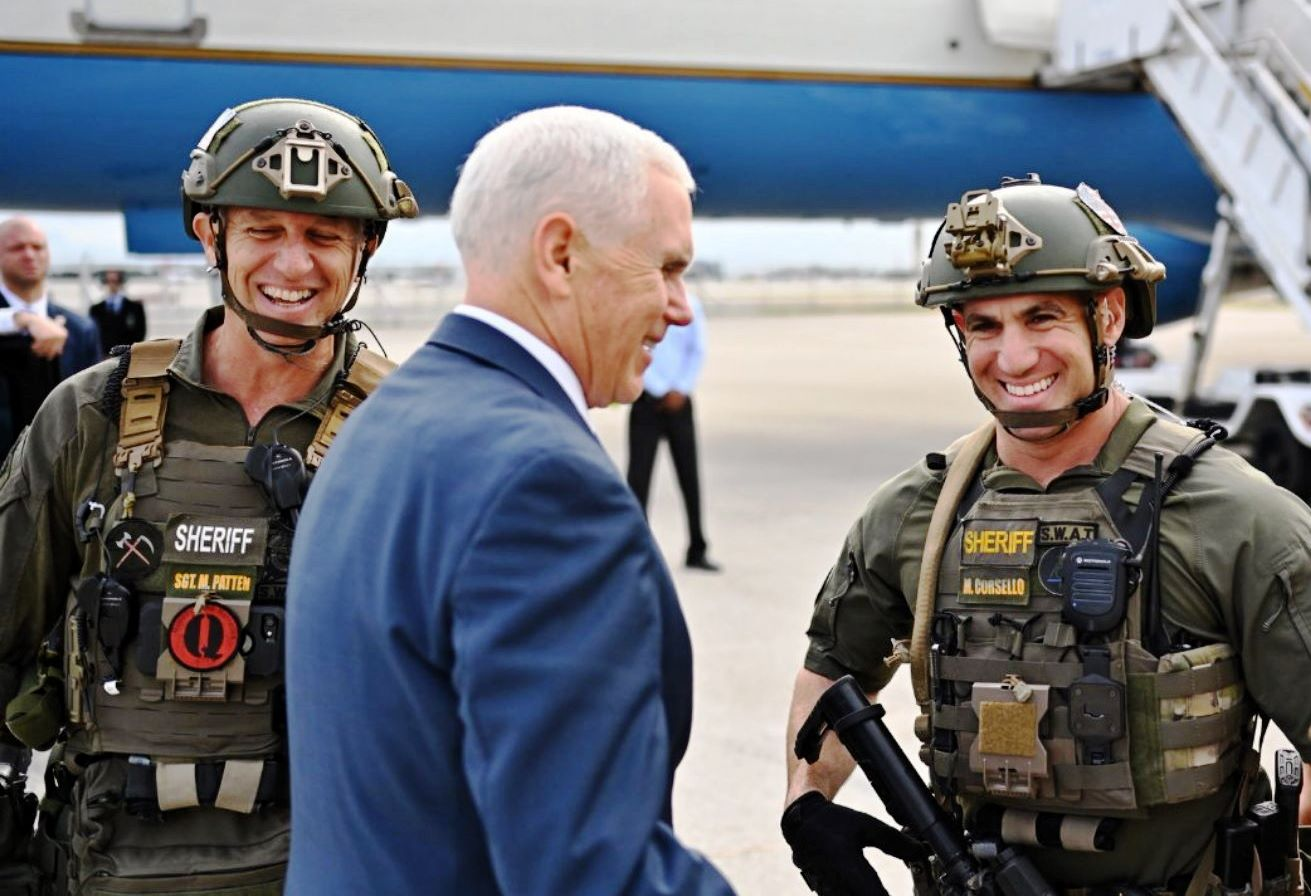
El vicepresidente de los Estados Unidos, Mike Pence, con miembros del equipo SWAT del condado de Broward, Florida, el 30 de noviembre de 2018. El hombre a la izquierda de la imagen muestra un parche "Q" rojo y negro, símbolo de QAnon

El estado profundo en los Estados Unidos es una teoría de la conspiración que sugiere que la colusión y el amiguismo existen dentro del sistema político estadounidense y constituyen un gobierno oculto dentro del gobierno legítimamente elegido. El autor Mike Lofgren cree que existe "una asociación híbrida de elementos del gobierno y partes de la industria y las finanzas de alto nivel que es capaz de gobernar el Estados Unidos sin referencia al consentimiento de los gobernados como se expresa a través del proceso político formal ", o considerar que el estado profundo engloba la corrupción que prevalece entre los políticos de carrera y los funcionarios públicos.
El término estado profundo se acuñó originalmente para referirse a un aparato estatal relativamente invisible en Turquía "compuesto por elementos de alto nivel dentro de los servicios de inteligencia, el ejército, la seguridad, el poder judicial y el crimen organizado" y supuestas redes similares en otros países, incluidos Egipto, Ucrania, España, Colombia, Argentina, Italia, Israel, Rusia y muchos otros.

## Encuestas
Según una encuesta realizada a estadounidenses en abril de 2017, aproximadamente la mitad (48%) pensaba que había un "estado profundo", definido como "funcionarios militares, de inteligencia y gubernamentales que intentan manipular secretamente al gobierno", mientras que aproximadamente un tercio (35%) de todos los participantes pensaron que era una teoría de la conspiración y el resto (17%) no tenía opinión. De los que creen que existe un "estado profundo", más de la mitad (58%) dijo que era un problema importante, una cifra neta del 28% de los encuestados.
Una encuesta de marzo de 2018 encontró que la mayoría de los encuestados (63%) no estaban familiarizados con el término "estado profundo", pero la mayoría cree que es probable que exista un estado profundo en los Estados Unidos cuando se describe como "un grupo de funcionarios gubernamentales y militares no electos que manipulan en secreto o política nacional directa ". Tres cuartas partes (74%) de los encuestados dicen que creen que este tipo de grupo probablemente (47%) o definitivamente (27%) existe en el gobierno federal.
Una encuesta de The Economist / YouGov de octubre de 2019 encontró que, sin dar una definición de "estado profundo" a los encuestados, el 70% de los republicanos, el 38% de los independientes y el 13% de los demócratas estuvieron de acuerdo en que un "estado profundo" estaba "tratando de derrocar Triunfo."